# Касьяненко Ганна Григорівна
Ганна Григорівна Касьяненко (5 листопада 1891, Хортиця — 9 травня 1969, Київ) — українська літературна перекладачка, педагогиня. Діячка українського національного відродження, за «контрреволюційну діяльність» засуджена до 8 років виправно-трудового табору, але замість встановленого строку провела у таборі 19 років життя.
З 1913 року — активна діячка Катеринославського товариства «Просвіта». Перекладацьку діяльність розпочала у 1925 році. Серед основних творів, перекладених Ганною Касьяненко українською — «Визволення» Джозефа Конрада (1925), «Три солдати» Джона Дос Пассоса (1934), «Вигнанці» Артура Конан Дойла (1937).

## Життєпис
Народилась 5 листопада 1891 року в селі Хортиця (тепер у межах міста Запоріжжя) в родині вчителя.
У 1912 році закінчила Катеринославську жіночу гімназію, відтоді ж викладала в школах Катеринослава. З 1913 року — активна діячка Катеринославського товариства «Просвіта». Працювала бібліотекаркою, коректоркою у видавництві.
З 1922 року, після розформування «Просвіти» в Катеринославі, переїхала до Києва, де також викладала в школах. У 1925 році розпочала перекладацьку діяльність. Серед основних творів, перекладених Ганною Касьяненко українською мовою — «Визволення» Джозефа Конрада (1925), «Три солдати» Джона Дос Пассоса (1934), «Вигнанці» Артура Конан Дойла (1937).

Могила Ганни Касьяненко, Байкове кладовище

11 вересня 1937 року, після арешту подруги та очільниці видавництва «Держлітвидав», заарештована за обвинуваченням в контрреволюційній діяльності. Особливою нарадою НКВС УРСР засуджена до 8 років виправно-трудового табору. У 1940 році в постанові прокурора із спеціальних справ зазначалось, що «скарги засудженої та її сестри не заслуговують уваги». Замість встановленого строку провела у таборі майже 20 років — після початку хрущовської «відлиги», у 1956 році реабілітована та випущена на волю за кілька днів до 65-го дня народження.
Повернувшись до Києва, продовжила перекладацьку роботу. Померла на 78-му році життя 9 травня 1969 року. Похована разом із родиною на Байковому кладовищі (ділянка № 26, 50°25′8.10″ пн. ш. 30°30′15.20″ сх. д. / 50.4189167° пн. ш. 30.5042222° сх. д.).

## Громадська та літературна діяльність
Здійснила понад 10 перекладів літературних творів великого обсягу. Перекладач Сергій Борщевський, чиєю сусідкою була Ганна Касьяненко, згадував, що її переклади довгий час друкувались без прізвища перекладачки через її тюремний строк. Запорізька обласна універсальна наукова бібліотека до 125-річчя від дня народження Ганни Касьяненко відзначала:
|  | Її внесок у справу художнього перекладу лишається й досі неоціненним, оскільки вона була по-насильницькому вилучена з літератури і приречена на забуття як діячка українського національного відродження. В часи незалежної України прийшло усвідомлення, що Ганна Касьяненко – маловідома і забута українська перекладачка 20-30-років – творила різноманітну, багатогранну перекладну літературу, збагачуючи своїм перекладацьким доробком українську культуру. |

У Катеринославському товаристві «Просвіта» входила до складу бібліотечно-лекційної та вечорової комісій, організовувала проведення мистецьких заходів, зокрема до 100-річчя від дня народження Тараса Шевченка. Працювала пліч-о-пліч із Дмитром Яворницьким, Дмитром Дорошенком, Василем Бідновим тощо.
Маючи власні погляди на широкий спектр державних питань, була членкинею Української партії соціалістів-революціонерів, у 1917—1919 роках — Української соціал-демократичної робітничої партії. Підтримувала Українську Центральну Раду, при Другому Гетьманаті знаходилась в опозиції.

## Перекладацький доробок (частковий)
- 1925, 1929 — «Визволення» Джозефа Конрада («Книгоспілка»)
- 1929, 1930, 1957 — збірки оповідань Джека Лондона, зокрема «Сила дужого» та «Дебсова мрія» («Сяйво», Державне видавництво України)
- 1934 — «Три солдати» Джона Дос Пассоса («Література і мистецтво»)
- 1937 — «Вигнанці» Артура Конан Дойла («Держлітвидав»)
- 1958 — «Клянусь говорити правду» («Клянусь, що казатиму правду») Фелікса Джексона
- 1959 — «На місяці» Костянтина Ціолковського[1]